# Ferrari 250MM

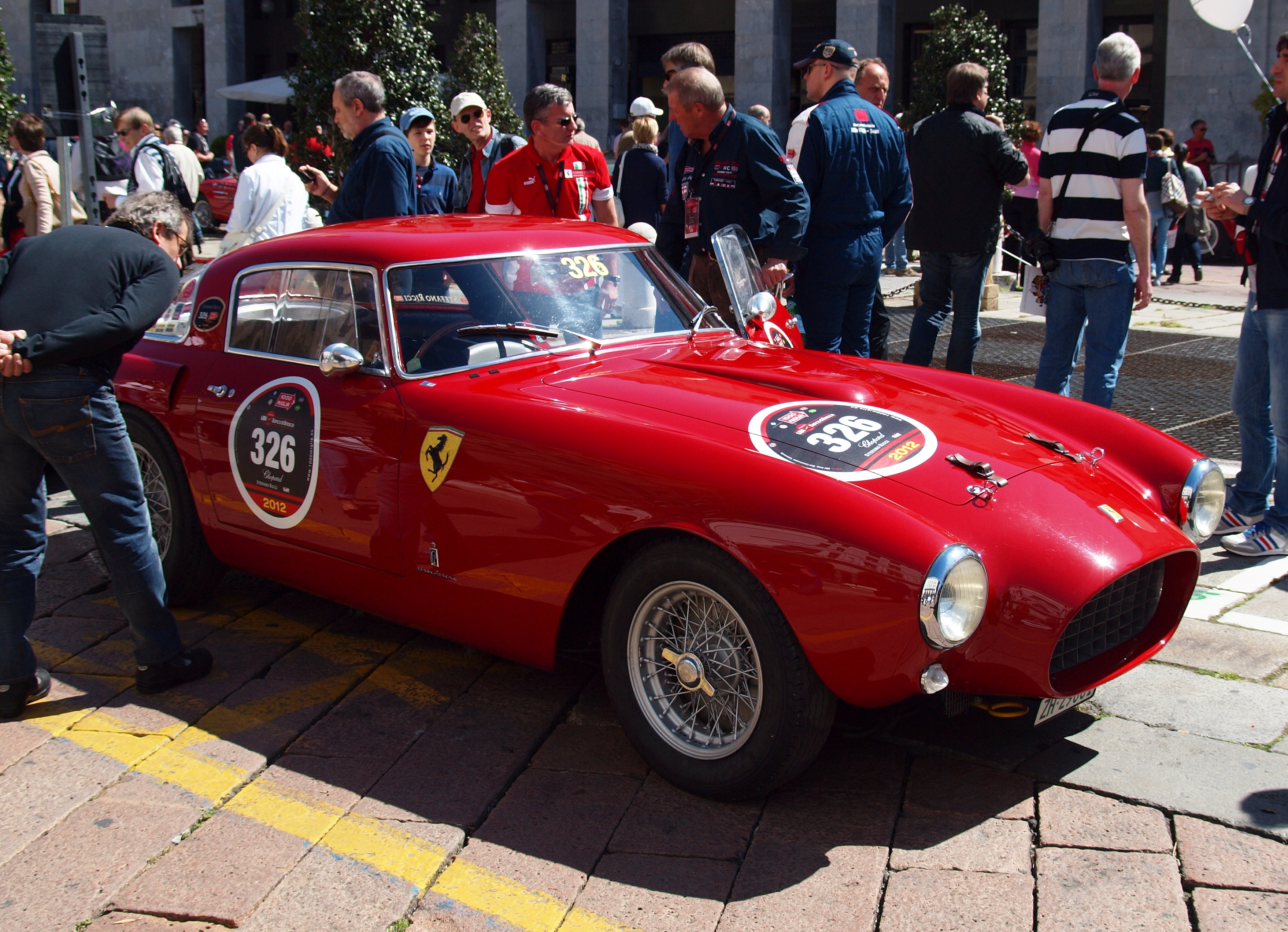
Ferrari 250MM Pinifarina Berlinetta

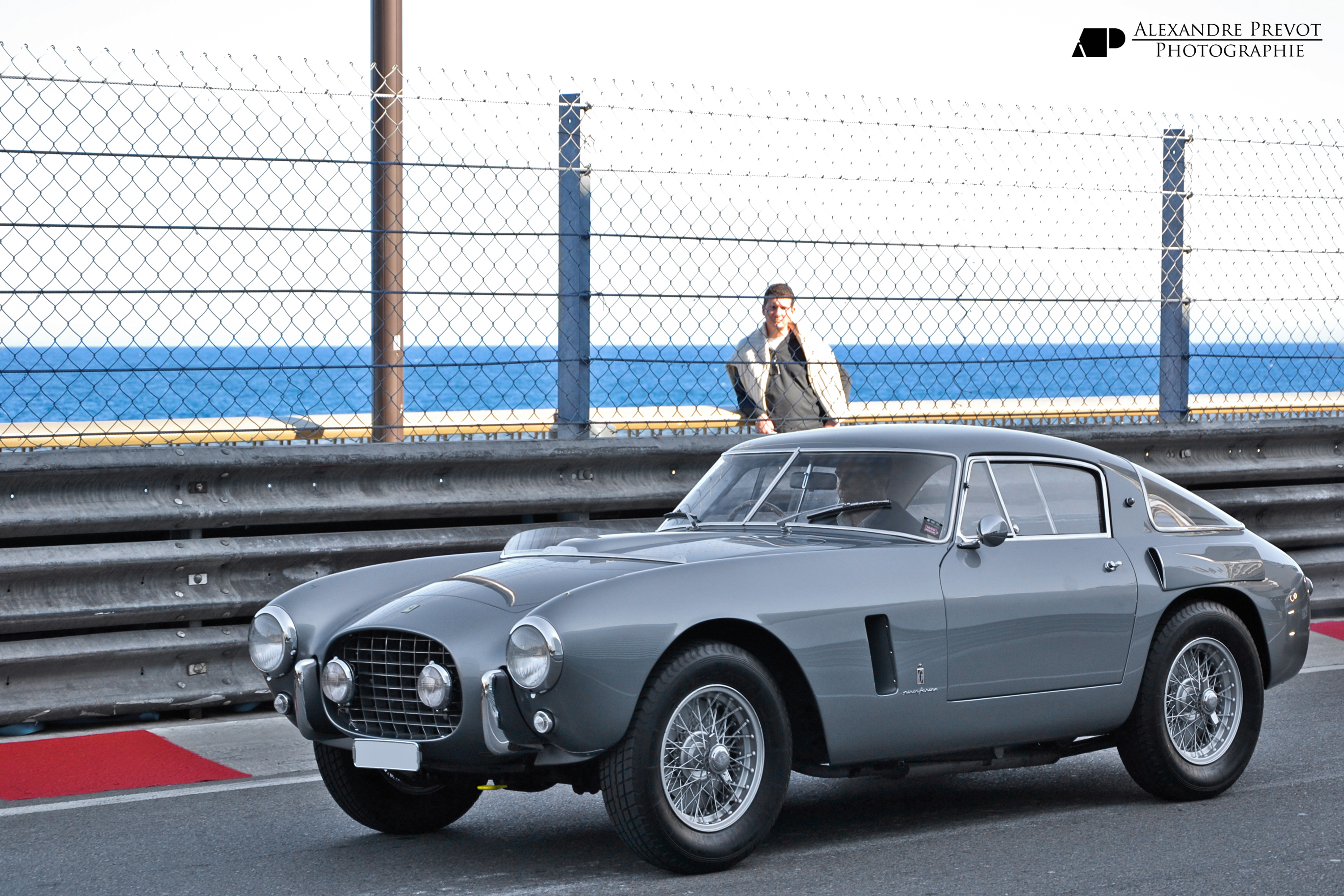
Ferrari 250MM

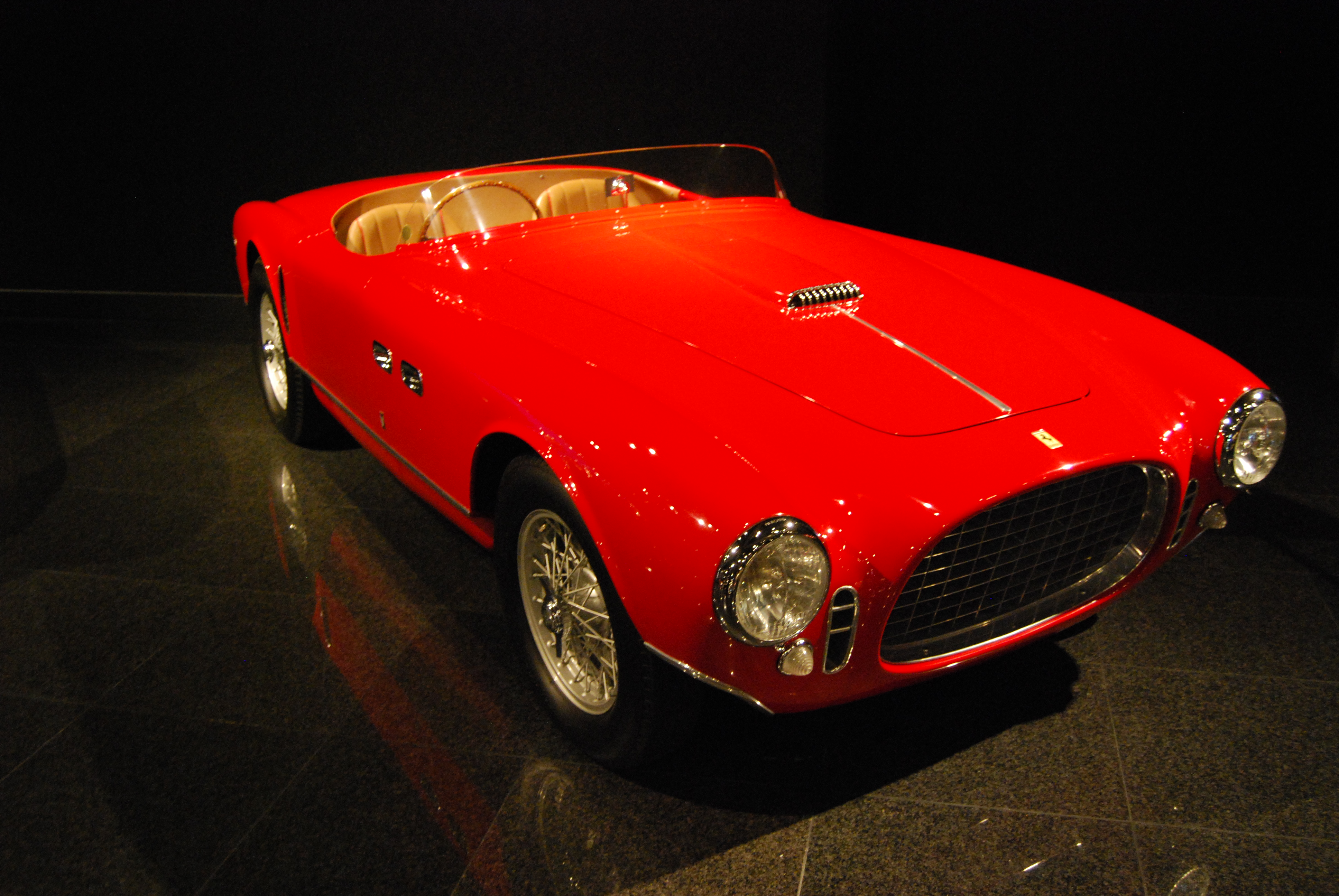
Ferrari 250MM Vignale Spyder

Der Ferrari 250MM war ein Rennsportwagen, der 1953 bei der Scuderia Ferrari entwickelt wurde.

## Entwicklungsgeschichte und Technik
Im Oktober 1952 sorgte Enzo Ferrari beim anwesenden Publikum für einiges an Erstaunen, als er beim Pariser Autosalon ein Fahrgestell mit Motor, aber ohne Karosserie ausstellte. Das Fahrgestell wurde analog zum Ferrari 250S aufgebaut, der ein Einzelstück blieb. Der Motor im Ausstellungsstück auch war ein Ersatzaggregat aus dem 250S. Im Frühjahr 1953 präsentierte Ferrari dann auf dem Genfer Auto-Salon das Endprodukt, den 250MM als Nachfolger des 250S. Die Technik beim Fahrgestell blieb so gut wie unverändert. Bei den Aufhängungen gab es vorne Doppelquerlenker und Querblattfedern und hinten eine Starrachse mit Längsblattfedern.
Aurelio Lampredi sorgte für eine erneute Leistungssteigerung des noch von Gioacchino Colombo entwickelten 3-Liter-V12-Motor. Erreicht wurde sie durch eine Änderung an der Gemischaufbereitung. Die bisherigen drei Weber-Doppelvergaser wurden durch Vierfachvergaser ersetzt, die 10 PS mehr Leistung erbrachten (Steigerung von 230 auf 240 PS).
Die Berlinetta-Karosserie des Ausstellungswagens in Genf wurde bei Pininfarina gefertigt. Dieser erste 250MM begründete die Zusammenarbeit zwischen Ferrari und Battista Pininfarina. Im Unterschied zum 250S wurde der 250MM in einer für einen Rennsportwagen der 1950er-Jahre großen Stückzahl gefertigt. Bei Pininfarina wurden 18 Berlinetta gebaut; dazu kamen 13 Spyder aus der Carrozzeria von Vignale und ein weiteres Coupé aus der Werkstatt des für Osca arbeitenden Unternehmens Moreli.

## Renngeschichte
Durch die große Stückzahl an Fahrzeugen wurde der 250MM von Beginn neben dem Werksteam von Privatteams und -fahrern eingesetzt. Den ersten Renneinsatz mit einem 250MM (Fahrgestell 0236MM) hatte im April 1953 der Franzose Pierre Boncompagni beim Coupes de Vitesse auf dem Autodrome de Linas-Montlhéry, wo er hinter Franco Bordoni-Bisleri im Gordini T15S Zweiter wurde.
Den ersten Werkseinsatz gab es am selben Tag bei einem anderen Rennen. Giulio Cabianca fuhr Fahrgestell 0282MM beim Giro di Sicilia, fiel aber aus. Sieben Tage später gewann Phil Hill mit dem 250MM ein Sportwagenrennen in Pebble Beach und feierte damit den ersten Rennsieg des 250MM. Bei der Mille Miglia 1953 waren acht 250MM am Start, darunter Roberto Rossellini und die Werkswagen von Giovanni Bracco und Mike Hawthorn. Als einziger ins Ziel kam Cabianca als Neunter.
Im Sommer gewann Luigi Villoresi den Großen Preis von Monza und Paolo Marzotto die Coppa d’Oro delle Dolomiti. Die Scuderia verzichtete ab 1954 auf den Einsatz des 250MM und verkaufte die verbliebenen Werkswagen. In den 1950er-Jahren waren die 250MM erfolgreiche Rennwagen und wurden bis 1962 gefahren. Den letzten Einsatz gab es 1962 von Bad Faust bei einem nationalen Sportwagenrennen in Nordamerika.
Insgesamt wurde das Modell 250MM 219-mal bei Rennen gefahren; dabei gab es 26 Gesamt- und 29 Klassensiege und insgesamt 64 Podestplätze.

## Technische Daten
| Kenngrößen                | Ferrari 250 mm Vignale Spider (1953)                                                                             |
| ------------------------- | --- |
| Motor                     | Zwölfzylinder-V-Motor (60°)                                                                                      |
| Hubraum                   | 2953 cm³ |
| Bohrung × Hub             | 73 × 58,8 mm |
| Leistung                  | 240 PS (176 kW) bei 7200/min                                                                                     |
| Ventilsteuerung           | obenliegende Nockenwelle                                                                                         |
| Verdichtung               | 9 : 1 |
| Gemischaufbereitung       | 3 Weber-Doppelvergaser 36 IF 4/C                                                                                 |
| Kupplung                  | Dreischeiben-Trockenkupplung                                                                                     |
| Getriebe                  | Fünfganggetriebe, synchronisiert Hinterradantrieb                                                                |
| Rahmen                    | zwei Längsträger mit Traversen                                                                                   |
| Radaufhängung vorn        | zwei Dreiecks-Querlenker, querliegende Blattfeder, Stoßdämpfer horizontal zwischen den beiden oberen Querlenkern |
| Radaufhängung hinten      | Starrachse mit Schubstreben, halbelliptische Blattfedern, Stoßdämpfer                                            |
| Radstand                  | 2400 mm |
| Spurweite                 | vorn 1300 mm, hinten 1320 mm                                                                                     |
| Felgengröße               | vorn 4.00 × 16, hinten 5.00 × 16 (Borrani-Speichenräder)                                                         |
| Reifengröße               | vorn 5.50 × 16, hinten 6.00 × 16                                                                                 |
| Leergewicht (ohne Fahrer) | 850 kg |